# Amstelveenseweg (weg)
De Amstelveenseweg is van oudsher de belangrijkste verbinding tussen Amsterdam en Amstelveen. De weg begint als stadsstraat bij de Overtoomse Sluis en loopt van daaruit in zuidelijke richting naar het Haarlemmermeercircuit. Van hier tot het Stadionplein bevindt zich een brede middenberm. Voorbij het Stadionplein loopt de weg verder richting Amstelveen.
Voorbij de gemeentegrens met Amstelveen aan de Kalfjeslaan heet de weg op Amstelveens grondgebied Amsterdamseweg. In het verlengde van deze weg, op het punt waar een scherpe bocht naar rechts wordt gemaakt, ligt de Keizer Karelweg. De weg loopt dan een klein stuk westwaarts waarna de weg met een bocht naar links in zuidelijke richting doorloopt tot aan een viaduct over de A9.

## Geschiedenis
Tijdens de ontginning van het veenland westelijk van de Amstel in de 12e en 13e eeuw werd het nieuw ontgonnen land aan de westkant beschermd door een achterkade tegen wateroverlast vanuit het westelijk daarvan gelegen drassige land. Vanaf het noordelijke einde van de Schinkel naar het zuiden kwam een kade te liggen in zuidelijke richting naar Amstelveen. Deze kade werd de Veendijk genoemd.
De naam Amstelveensweg werd in Amsterdam ingevoerd in 1898, en werd in Amstelveen als Amstelveenseweg, Dorpsstraat, Handweg en Bovenkerkerweg aangeduid. De weg was een van de belangrijkste verbindingswegen van Amsterdam naar het zuiden van Holland en vormde in de 17e eeuw onderdeel van de Postweg van Amsterdam via Amstelveen naar Alphen aan den Rijn, Leiden en verder.
Tot 1896 lag de weg volledig op het grondgebied van de toenmalige gemeente Nieuwer-Amstel en had een landelijk karakter. In het noordelijke deel bij de Schinkel ontwikkelden zich enige herbergen en vroege industrie (katoendrukkerij).
Het gedeelte tussen de Overtoomse Sluis en het Vondelpark heette Dubbele Buurt voordat de straat in de jaren twintig werd verbreed. De buurt ontstond in de zeventiende eeuw als laatste rust- en overstapplaats op de route van Rotterdam en Leiden naar Amsterdam.
Ten zuiden hiervan bevond bebouwing zich voornamelijk aan de oostelijke zijde van de weg waar een reeks boerderijen stond.
De weg is de oostelijke waterkering van de Schinkel en de Nieuwe Meer en vormt van oudsher tevens de grens tussen Amstelland en Rijnland. Ten oosten hiervan lag de Binnendijkse Buitenvelderse polder. Naar de buurtschap nabij de huidige Begraafplaats Buitenveldert is de in de  jaren zestig gebouwde wijk Buitenveldert vernoemd.
Sinds 1921 behoort het gedeelte tussen de huidige Ringweg Zuid en de Kalfjeslaan ook bij Amsterdam. De bebouwing langs dit gedeelte van de Amstelveenseweg, vooral de westzijde, is voor het grootste deel veel ouder dan de wijk Buitenveldert. Ten westen lag de Buitendijkse Buitenvelderse polder en de Rietwijkeroorder polder, waar na de vervening vanaf de jaren dertig het Amsterdamse Bos is aangelegd.
Terwijl Amsterdam in omvang toenam werd de Amstelveenseweg vanaf 1896 steeds verder in zuidelijke richting volgebouwd. De bebouwing van de huidige wijk Oud-Zuid verrees vanaf het einde van de 19e eeuw langs de Amstelveenseweg. In 1890 werd het Huis van Bewaring II gebouwd, in 1915 verrees station Willemspark van de Haarlemmermeerspoorlijnen, sinds 1933 Haarlemmermeerstation geheten. Tussen 1919 en 1931 verrees op de hoek met de Cornelis Krusemanstraat de Sint-Agneskerk. In 1953 werd op de plaats van het kruispunt een rotonde aangelegd, het Haarlemmermeercircuit. De bebouwing tussen de Havenstraat en het Stadionplein verscheen in de jaren twintig.
In 1913 werd op de hoek van de Amstelveenseweg en de huidige Stadionweg een stadion met de naam Het Nederlandsch Sportpark gebouwd, dat tijdens de Olympische Spelen van 1928 deel uitmaakte van een uitgestrekt olympisch terrein, waarop van 1926 tot 1928 het Olympisch Stadion werd gebouwd. Het stadion uit 1913 werd na de Spelen in 1929 afgebroken om plaats te maken voor de Stadionbuurt.
Ten zuiden van de Ringspoorbaan werd nabij de Amstelveenseweg in de jaren zestig het VU Ziekenhuis (thans VU medisch centrum) gebouwd en schuin daartegenover van 1999 tot 2002 het ING House.
Ter hoogte van de De Boelelaan werd in de jaren zestig een complex aangelegd van het waterleidingbedrijf. Hier staat sinds 1965 ook een van de Amsterdamse watertorens.
Vlak bij de gemeentegrens aan de Kalfjeslaan staat de Sint-Augustinuskerk.
Tot het begin van de 20e eeuw heette een deel van de huidige Amsterdamseweg, dat nu in de gemeente Amstelveen ligt, ook Amstelveenseweg. Destijds was er nog weinig bebouwing en de weg liep binnen de gemeente Nieuwer-Amstel in de richting van het dorp Amstelveen. Pas toen de bebouwing van Amstelveen toe nam en de weg binnen de bebouwde kom van Amstelveen kwam te liggen werd de naam veranderd in Amsterdamseweg. Daarom staat de straatnaam Amstelveenseweg op het onderschrift op oude ansichtkaarten van gezichten op gebouwen aan wat heden ten dage de Amsterdamseweg heet.

## Gebouwen
Langs de Amstelveenseweg is een aantal gemeentelijke en rijksmonumenten te vinden. Van noord naar zuid:
- Al aan het begin staat het Autopongebouw, al is daarvan de officiële adressering Overtoom/Zocherstraat (gemeentelijk monument)
- Woonblok Amstelveenseweg 106-120 (gemeentelijk monument)
- Toegangspoorten Vondelpark bij Zocherstraat en pannenkoekhuis (rijksmonument)
- Amstelveenseweg 134, voormalige paardentramremise (rijksmonument)
- Amstelveenseweg 115, voormalig stoomgemaal (rijksmonument)
- Amstelveenseweg 163, Sint-Agneskerk (rijksmonument)
- Amstelveenseweg 262-266, Haarlemmermeerstation (rijksmonument)
- Amstelveenseweg 173-197 onderdeel van woonblok met Bernard Kochstraat 10-46, Bertelmanplein 78-138, Willaertstraat 1-31, (rijksmonument)
- Olympisch Stadioncomplex, officieel adres Stadionplein (rijksmonument)
- Amstelveenseweg 400-404, IJsbaanpad 1-5, voormalige burgerweeshuis (rijksmonument)
- Amstelveenseweg/Burgerweeshuispad, Tripolis (gemeentelijk monument)

Ten zuiden van de Rijksweg 10 (Ringweg Amsterdam) staan geen geregistreerde monumenten. Geen monument, maar in het oog springend zijn verder nog de Watertoren en de Sint-Augustinuskerk.

## Kunst
Er is ook kunst in de openbare ruimte:
- Het kunstzinnig uitgevoerde Oorlogsmonument Amstelveenseweg van Ferdinand Jantzen is geplaatst in de omheining van het Vondelpark
- Beelden van Hildo Krop op de Aldo van Eyckbrug, die ontworpen is door architect Piet Kramer
- Kleurvlakken aan de gebouwen van Waternet; van de architect Piet Elling (pand 594) en Lady Solid van Caro Bensca op hetzelfde terrein
- Een titelloos werk van Piet Warffemius in de vorm van een boom bij nummer 638
- Hemelvaart en Zondeval; twee gevelstenen van Mari Andriessen en Sint-Augustinus van Kees Smout aan de Sint-Augustinuskerk (huisnummer 965)
- Meisje met de parel; een muurschildering uit 2023 is te zien op de hoek met de Eerste Schinkelstraat

Bouwkundige kunstwerken zijn de eerder genoemde Overtoomse Sluis, de Dam in het Noorder Amstelkanaal, de eerder genoemde Aldo van Eyckbrug en het complex Amstelveensewegbrug met Amstelveensewegmetrobrug en –spoorbrug.

## Openbaar vervoer op de Amstelveenseweg
De paardentramlijn Leidscheplein – Amstelveenscheweg werd geopend in 1877. In 1904 werd deze opgevolgd door de elektrische tramlijn 1, die zijn eindpunt kreeg bij de Koninginneweg. In 1913 kwam ook lijn 17 erbij, die zijn eindpunt kreeg bij station Willemspark. Later namen de lijnen 6 (19) en 23 deze route over en werden in 1928 verlengd naar het Stadionplein.
In 1948 nam lijn 1 de route naar het Stadion over. Toen deze lijn in 1971 naar Osdorp werd verlegd, ging lijn 16 doorrijden naar het Stadion. In 1977 verscheen lijn 6 weer op de Amstelveenseweg. In 2003 werd lijn 16 verlengd via de Amstelveenseweg naar VU medisch centrum (VUmc), terwijl lijn 6 na een afwezigheid van twee jaar daar in 2004 ook verscheen. In 2006 is lijn 6 echter weer opgeheven. De rails ten noorden van de Havenstraat zijn sindsdien alleen nog voor remiseritten en omleidingen gebruikt. Met ingang van de dienstregeling van 2007 rijdt ook lijn 24 vanaf de Stadionweg via de Amstelveenseweg door naar VUmc. Sinds 1997 is er een metrostation Amstelveenseweg in de toen geopende metrolijn 50. Lijn 16 werd op 22 juli 2018 opgeheven en sindsdien is de Amstelveenseweg tussen het Stadionplein en de Overtoomsesluis geheel tramloos behalve voor omleidingen en remiseritten.
Het tracé van de Electrische Museumtramlijn Amsterdam op het voormalige tracé van de Haarlemmermeerspoorlijn ligt vanaf het Haarlemmermeerstation evenwijdig rechts van de Amstelveenseweg en in Amstelveen, na de overweg in de Amsterdamseweg, evenwijdig links van deze weg.
Daarnaast is de Amstelveenseweg een belangrijke uitvalsroute voor de bussen van Connexxion richting Amstelveen.

## Fotogalerij

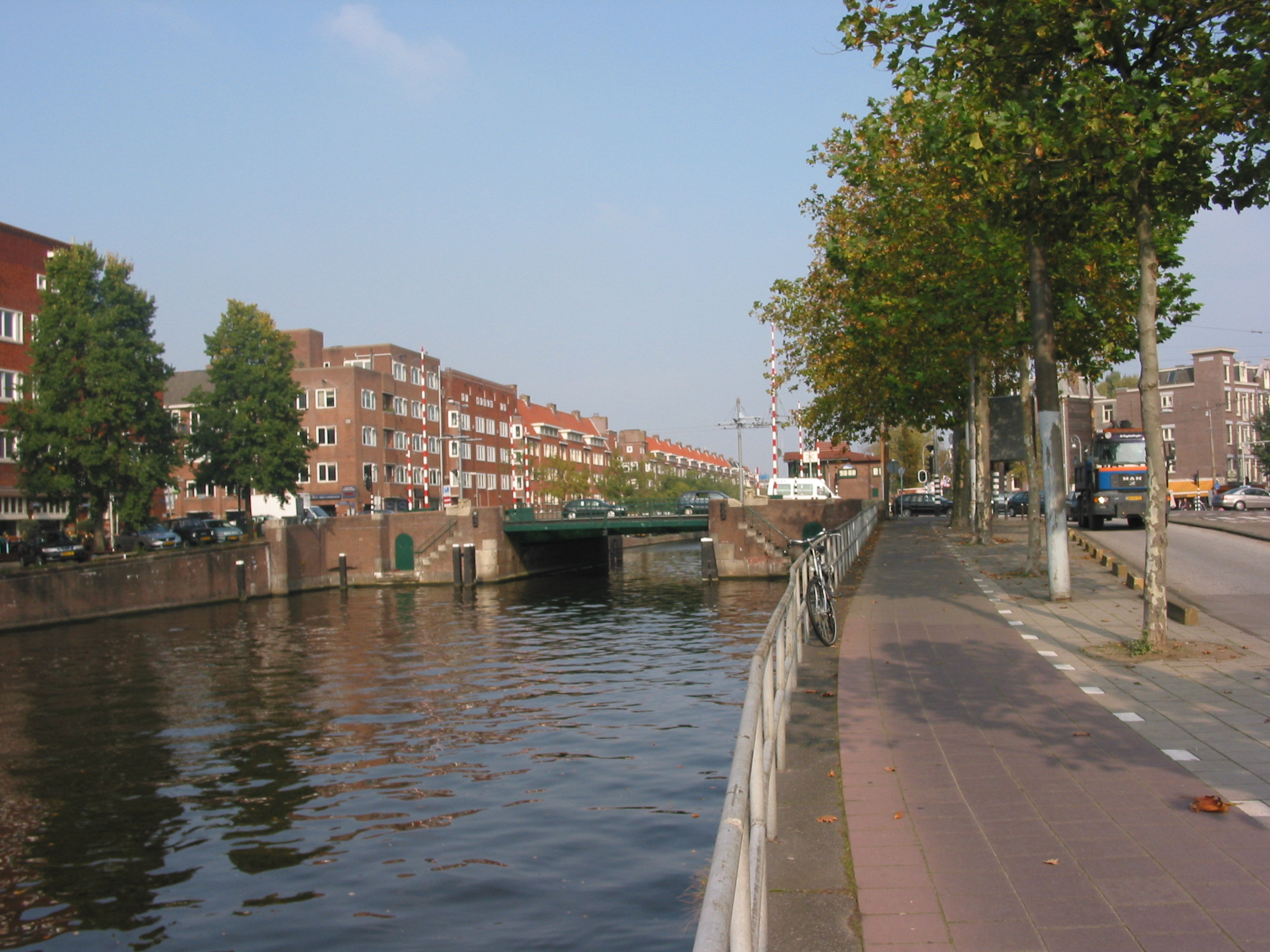
De Amstelveenseweg begint bij de Overtoomse Sluis.
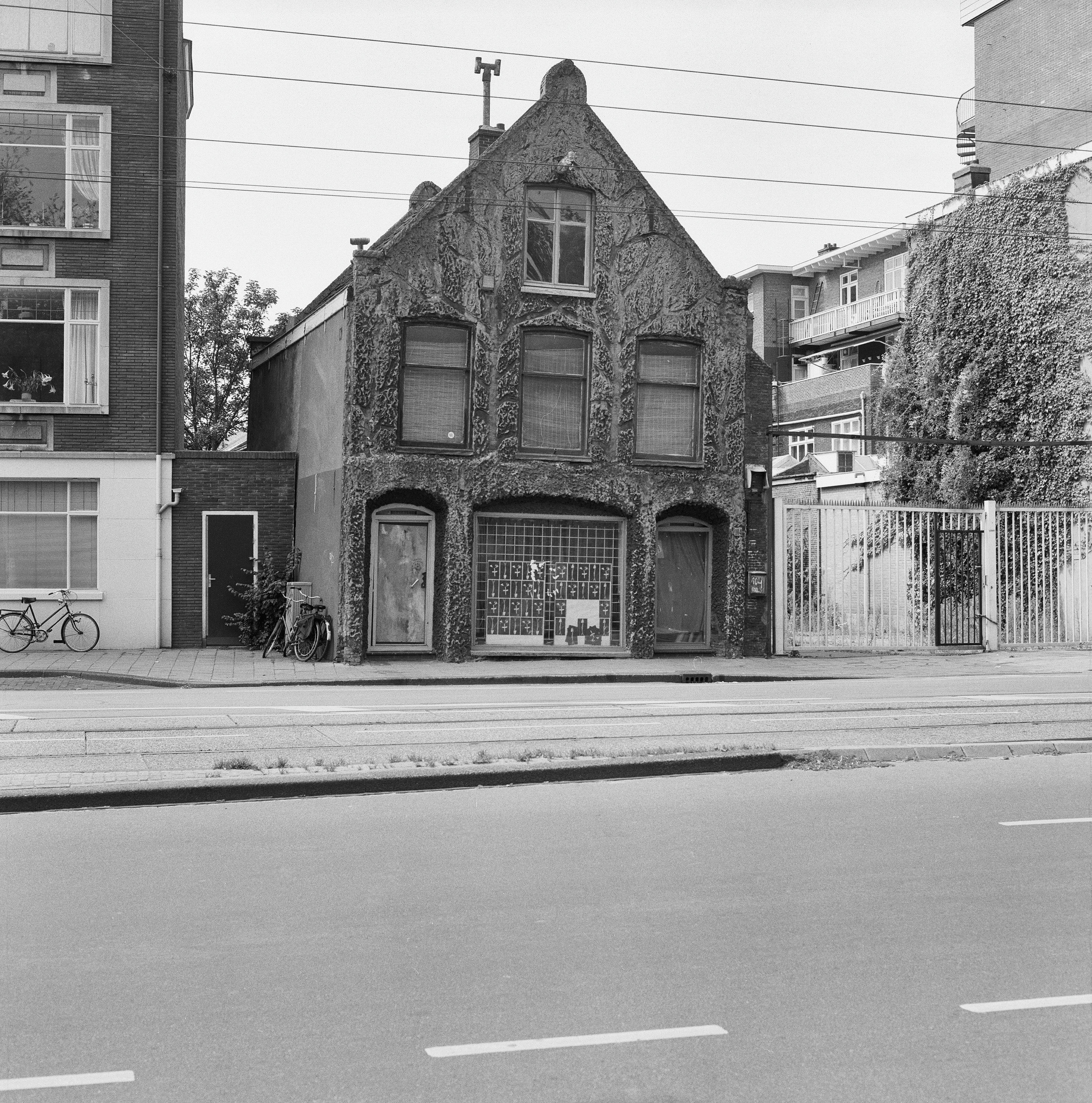
Het 'Boomschorshuisje' tegenover het Vondelpark; 1996.
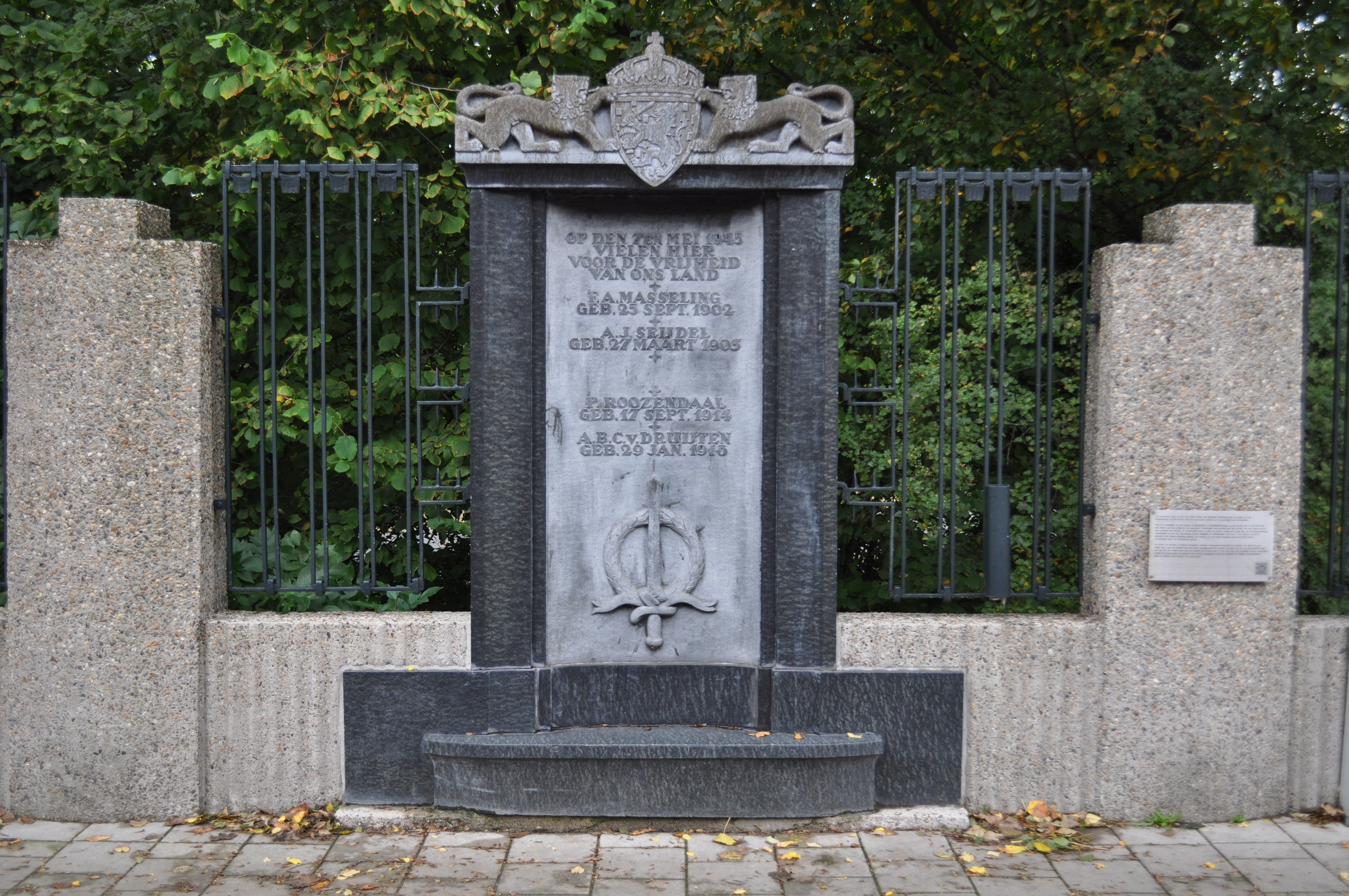
Monument voor Burgerslachtoffers WO II van Ir. Ferdinand Jantzen uit 1946 bij de ingang van het Vondelpark.
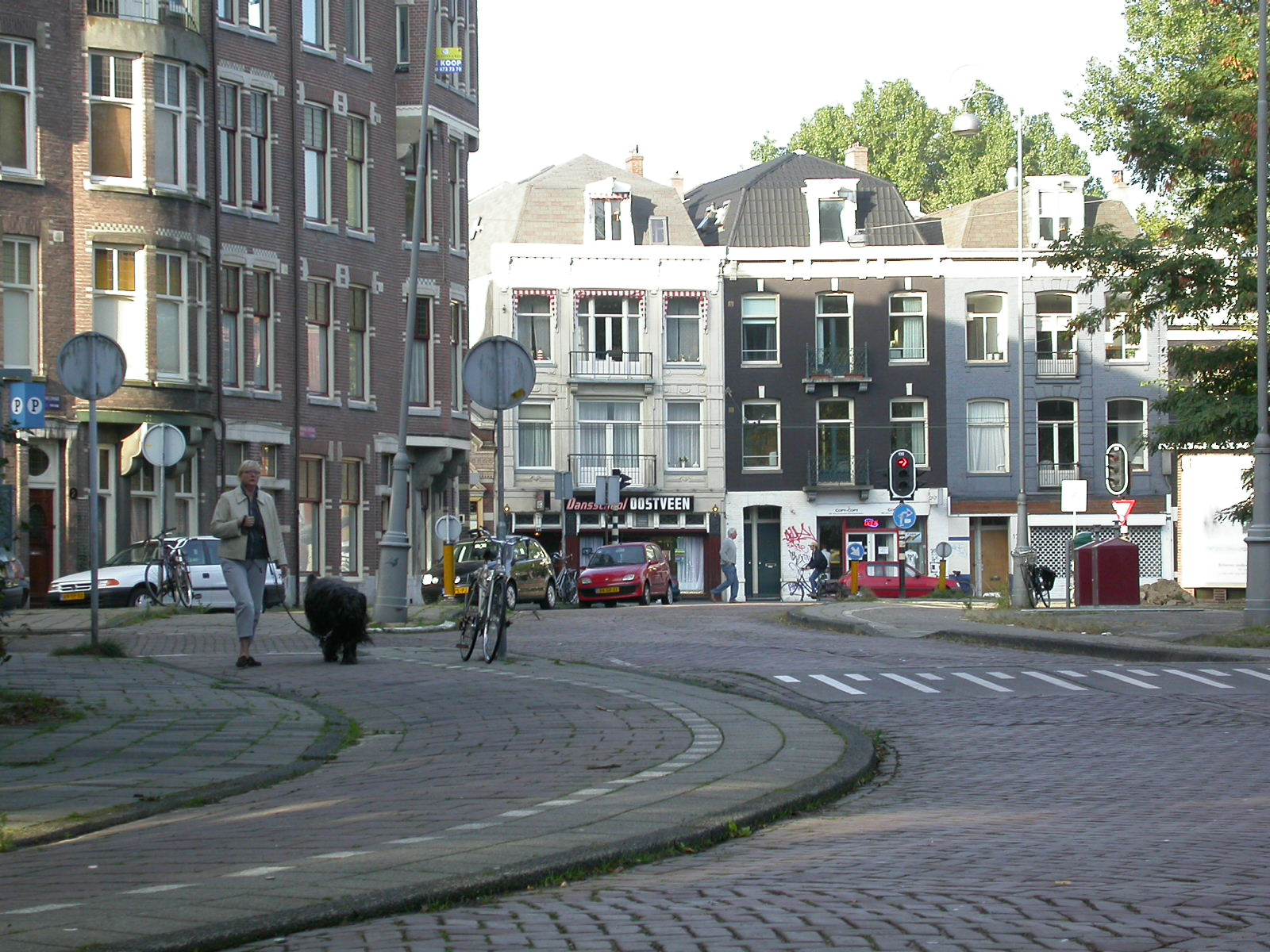
Negentiende-eeuwse huizen aan de Amstelveenseweg gezien vanuit de Oranje Nassaulaan
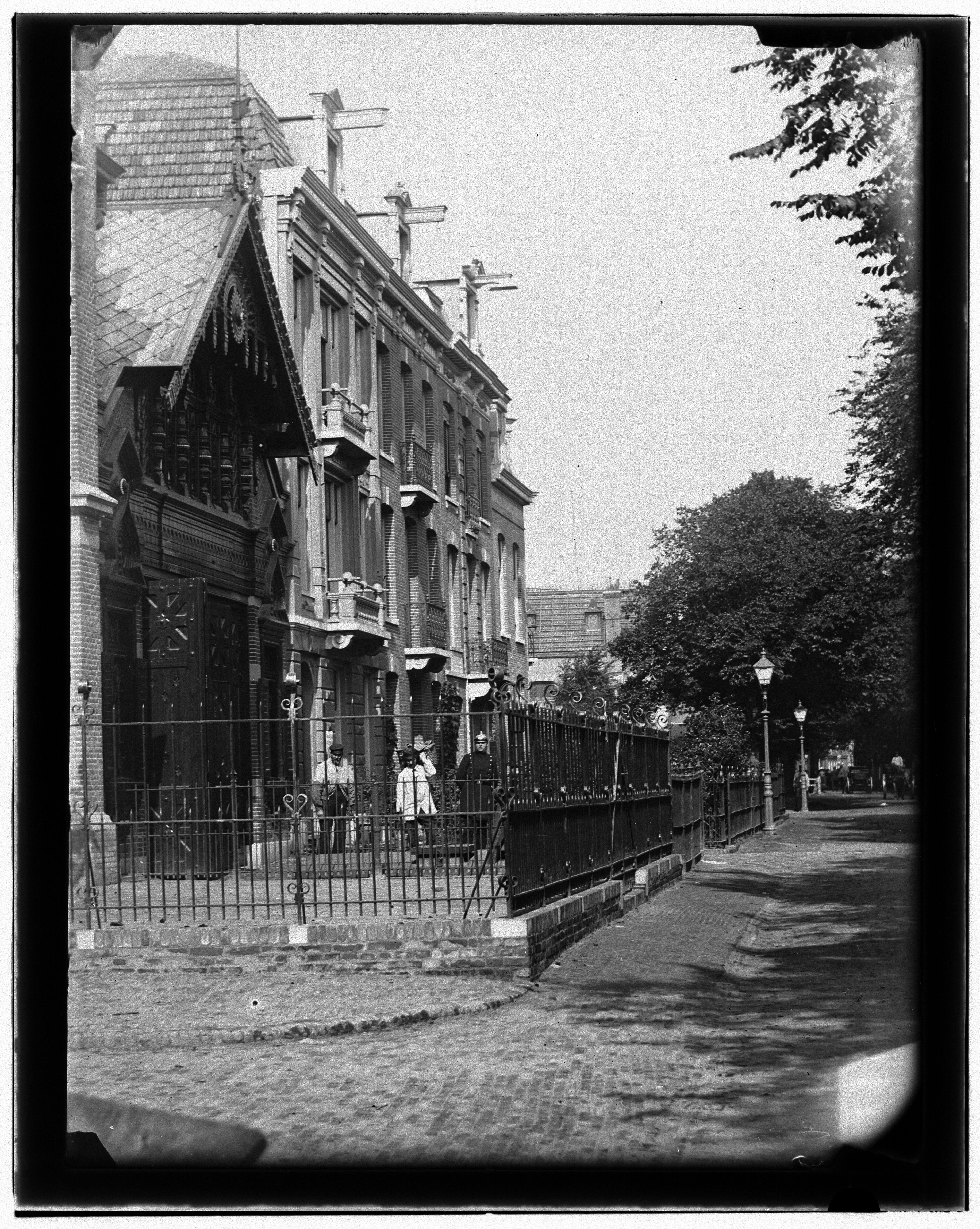
Amstelveenseweg met links de Paardentramremise; 1890. Foto: Jacob Olie.
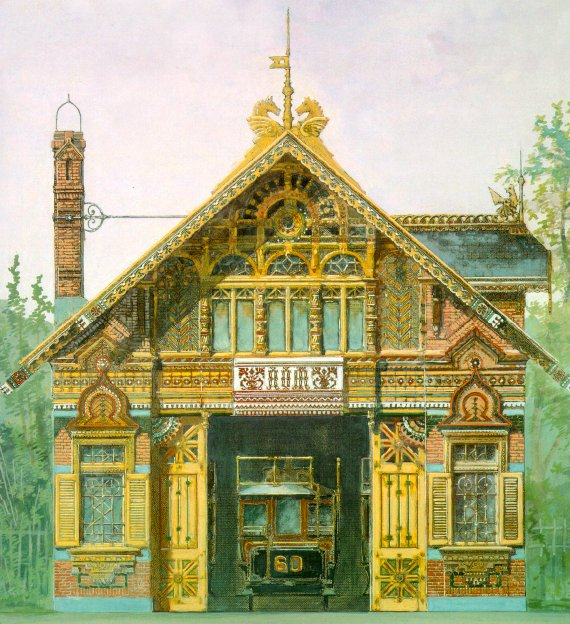
Paardentramremise Amstelveenseweg 134 (1883/'84). Thans in gebruik als Onafhankelijk Cultureel Centrum In It (OCCI).
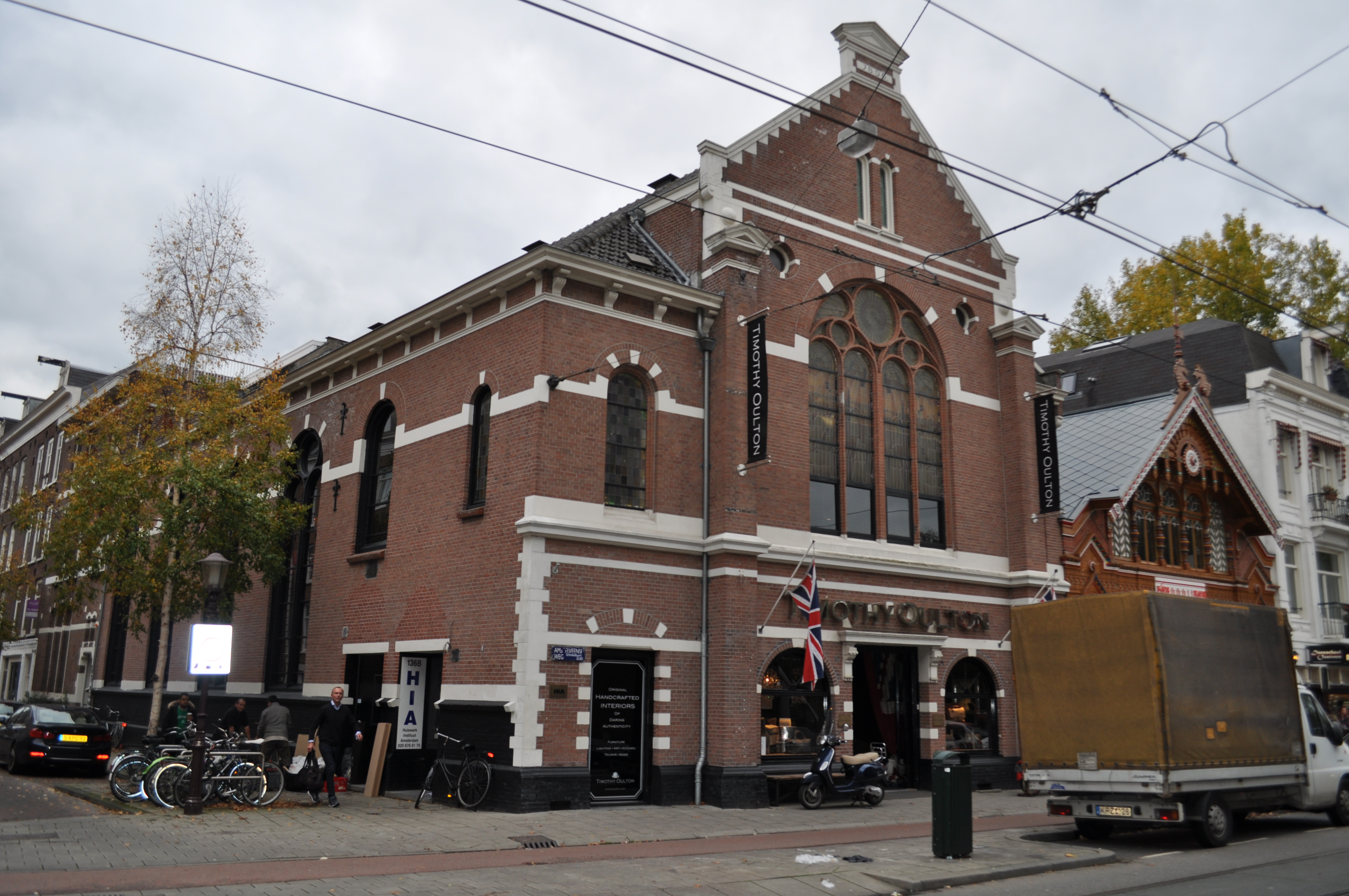
Voormalige Schinkelkerk uit 1890 van architect Tjeerd Kuipers, buiten gebruik als kerk sinds 1975; nu winkel/bedrijfsruimte.
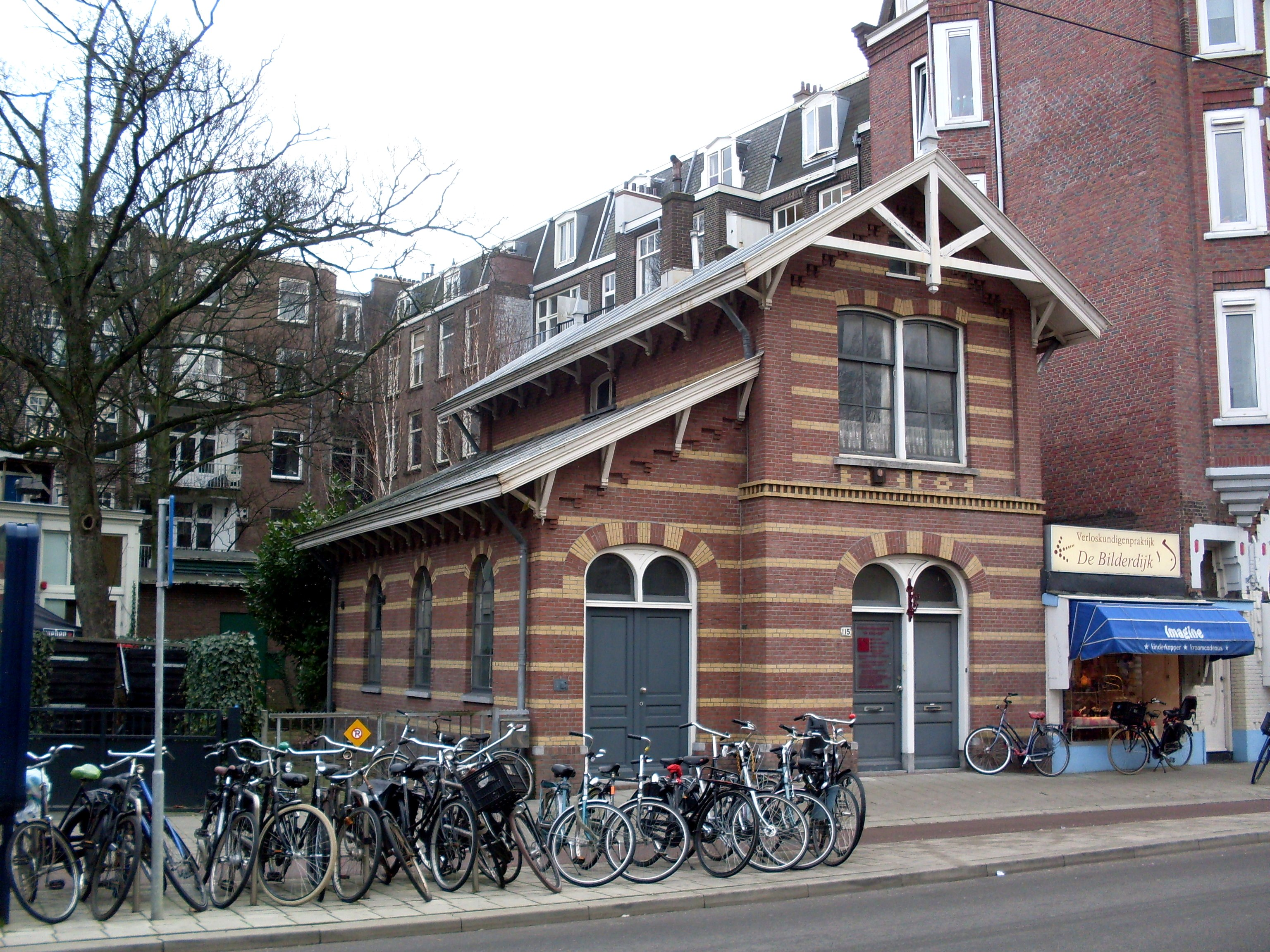
Voormalig stoomgemaal, Amstelveenseweg 115
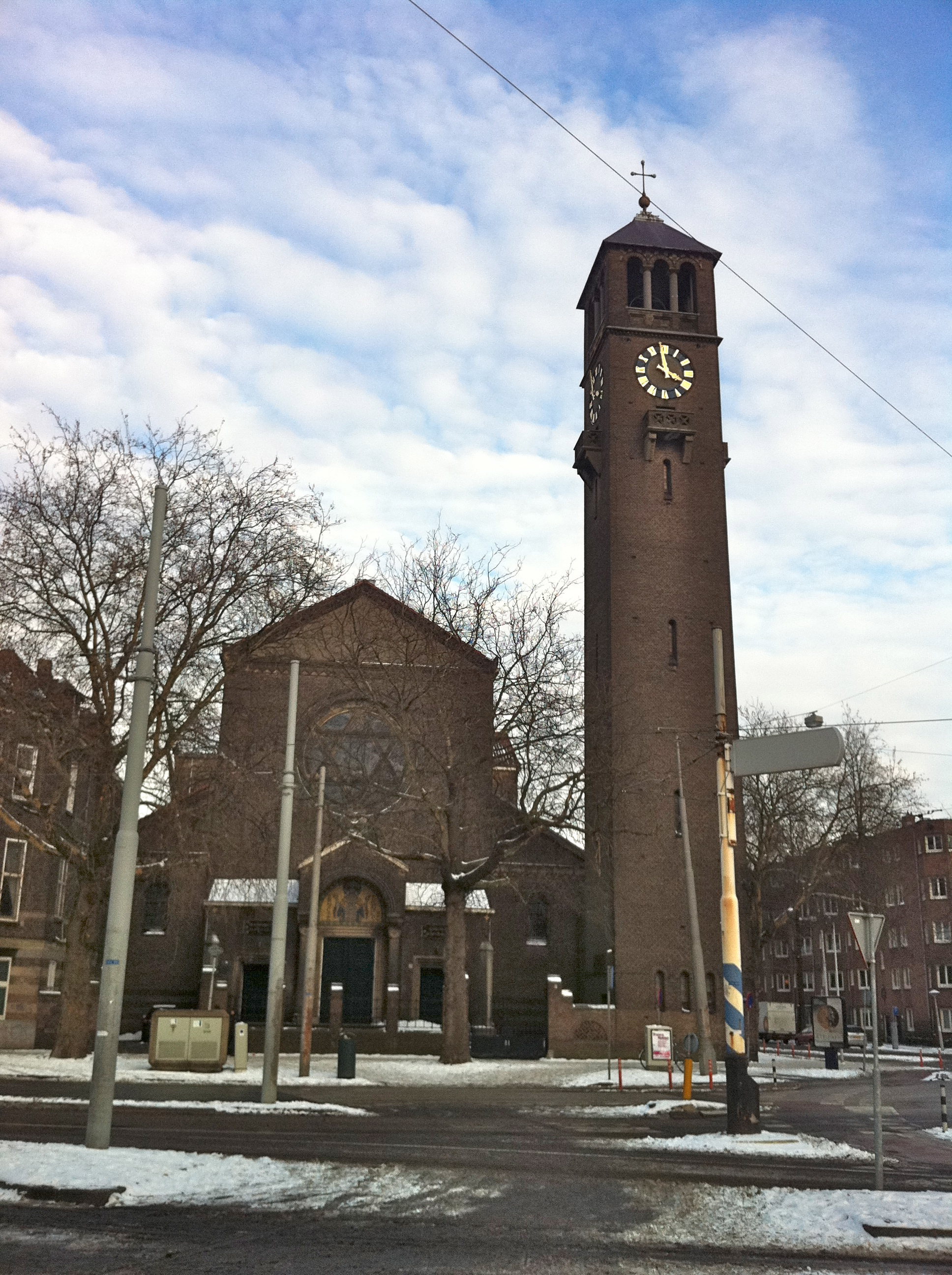
De Sint-Agneskerk op de hoek met de Cornelis Krusemanstraat.
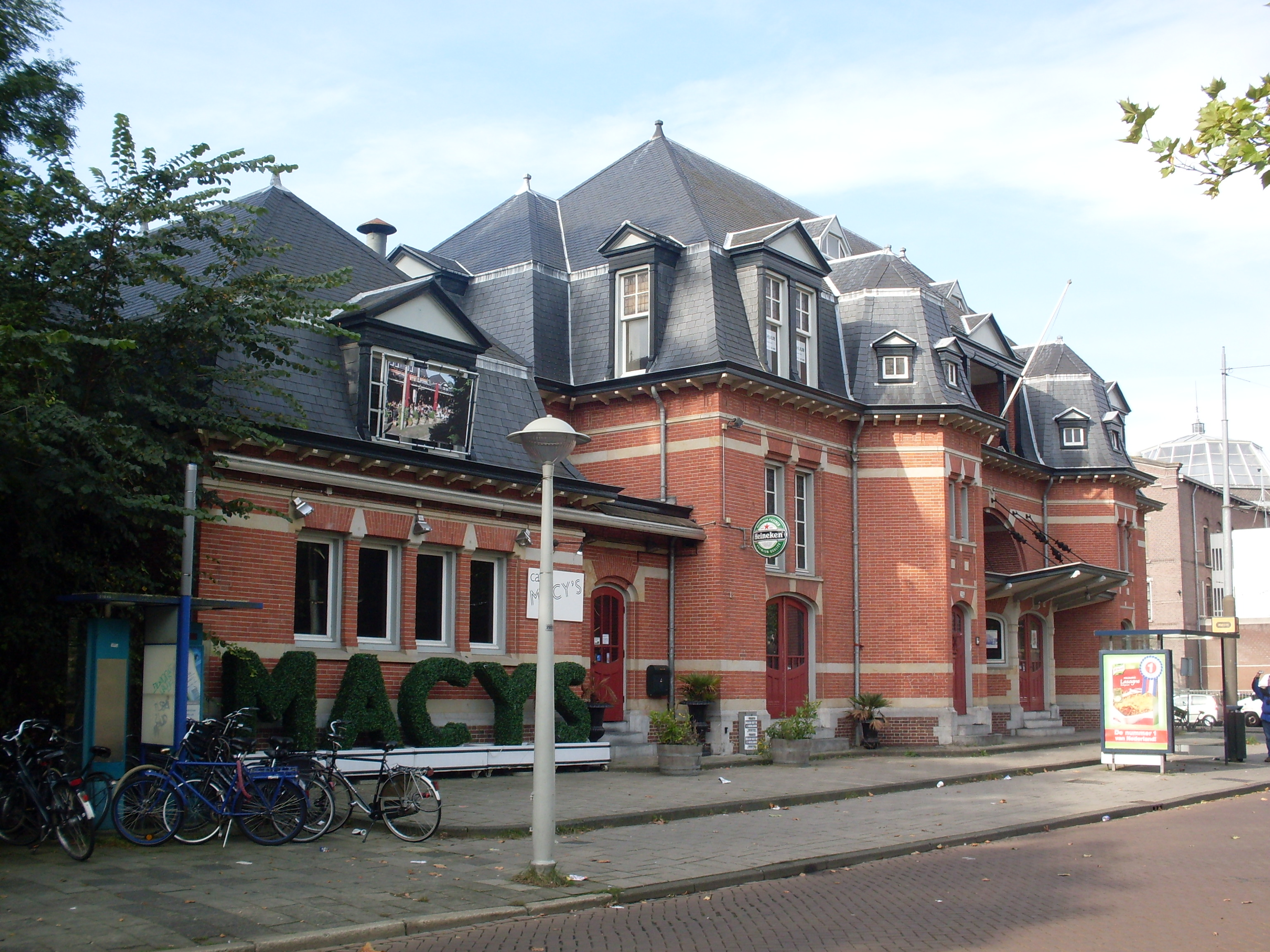
Haarlemmermeerstation.
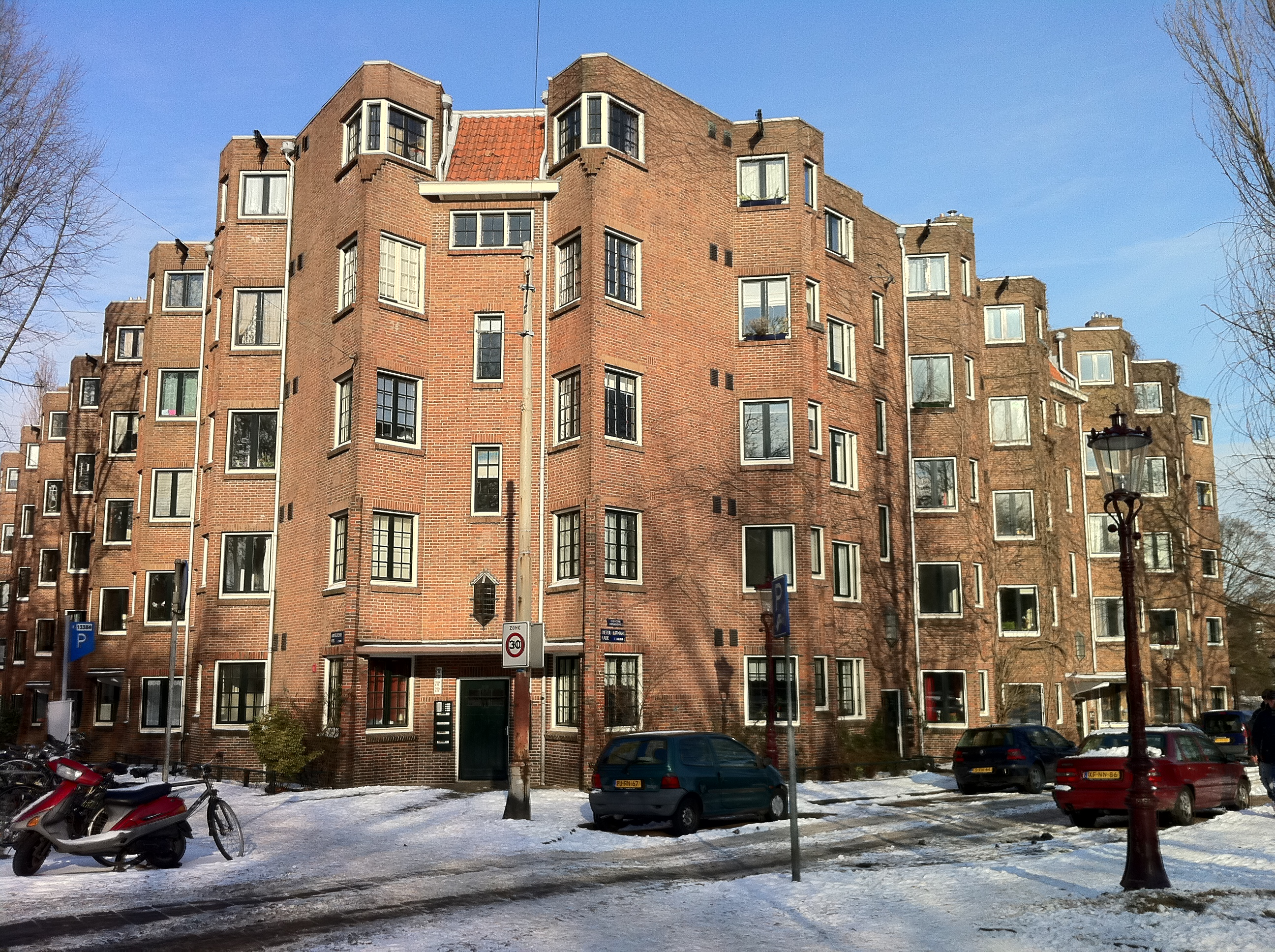
Bouwblok van 135 etagewoningen, voor de Algemene Woningbouw Vereniging (AWV), Willaertstraat 2, hoek Amstelveenseweg; 2012.
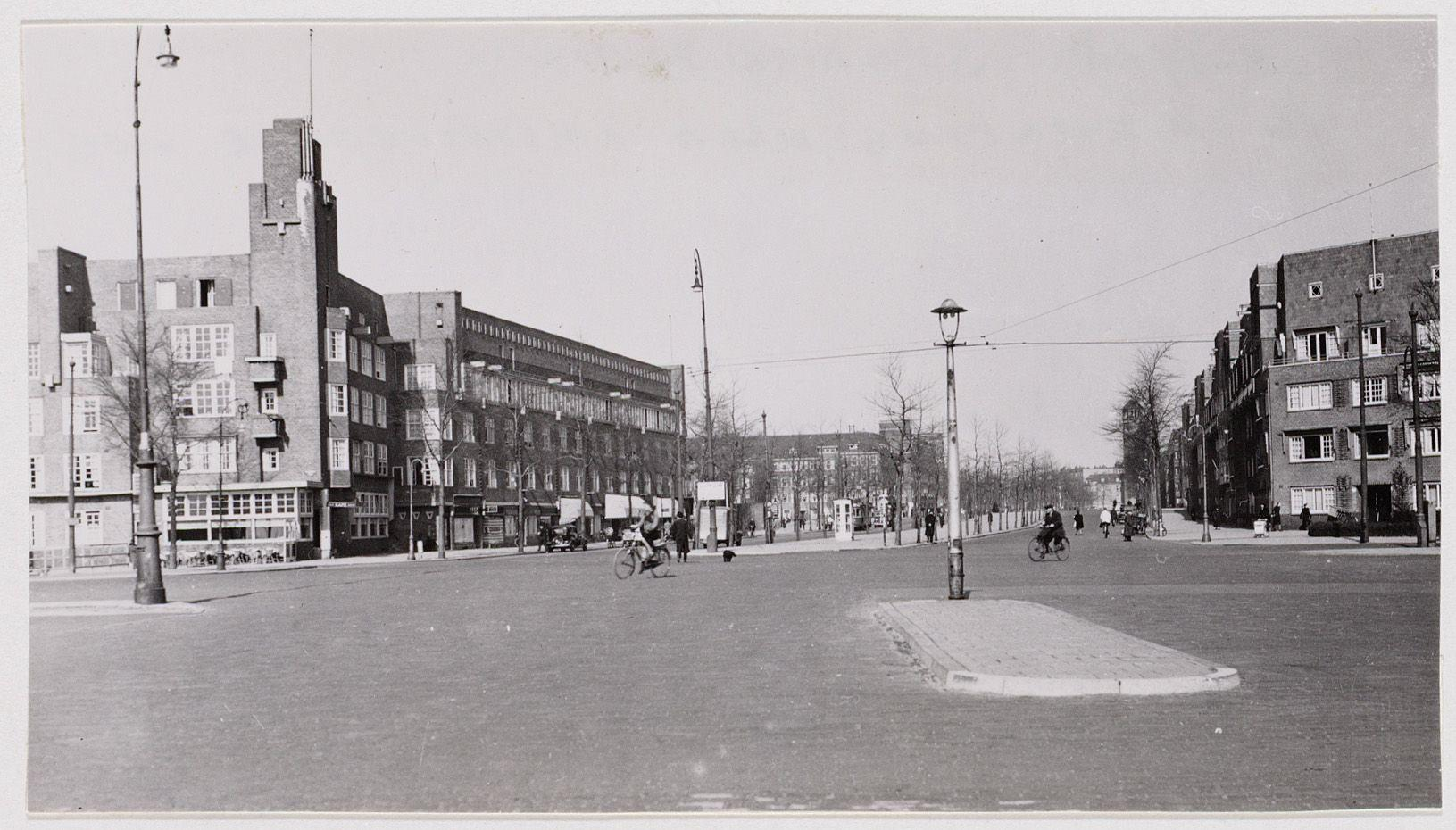
De Amstelveenseweg gezien vanaf de Stadionweg; 1938
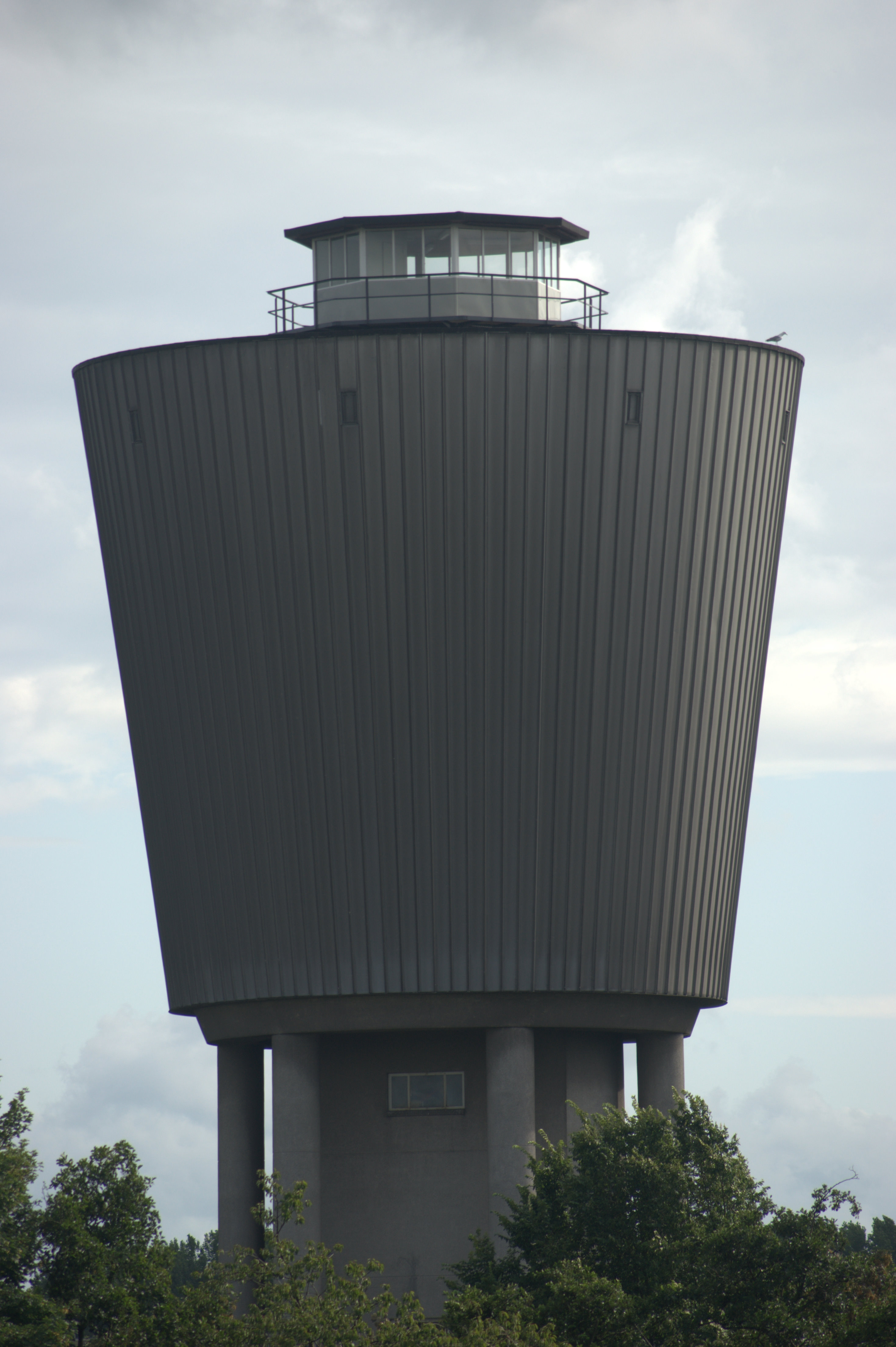
Watertoren aan de Amstelveenseweg.
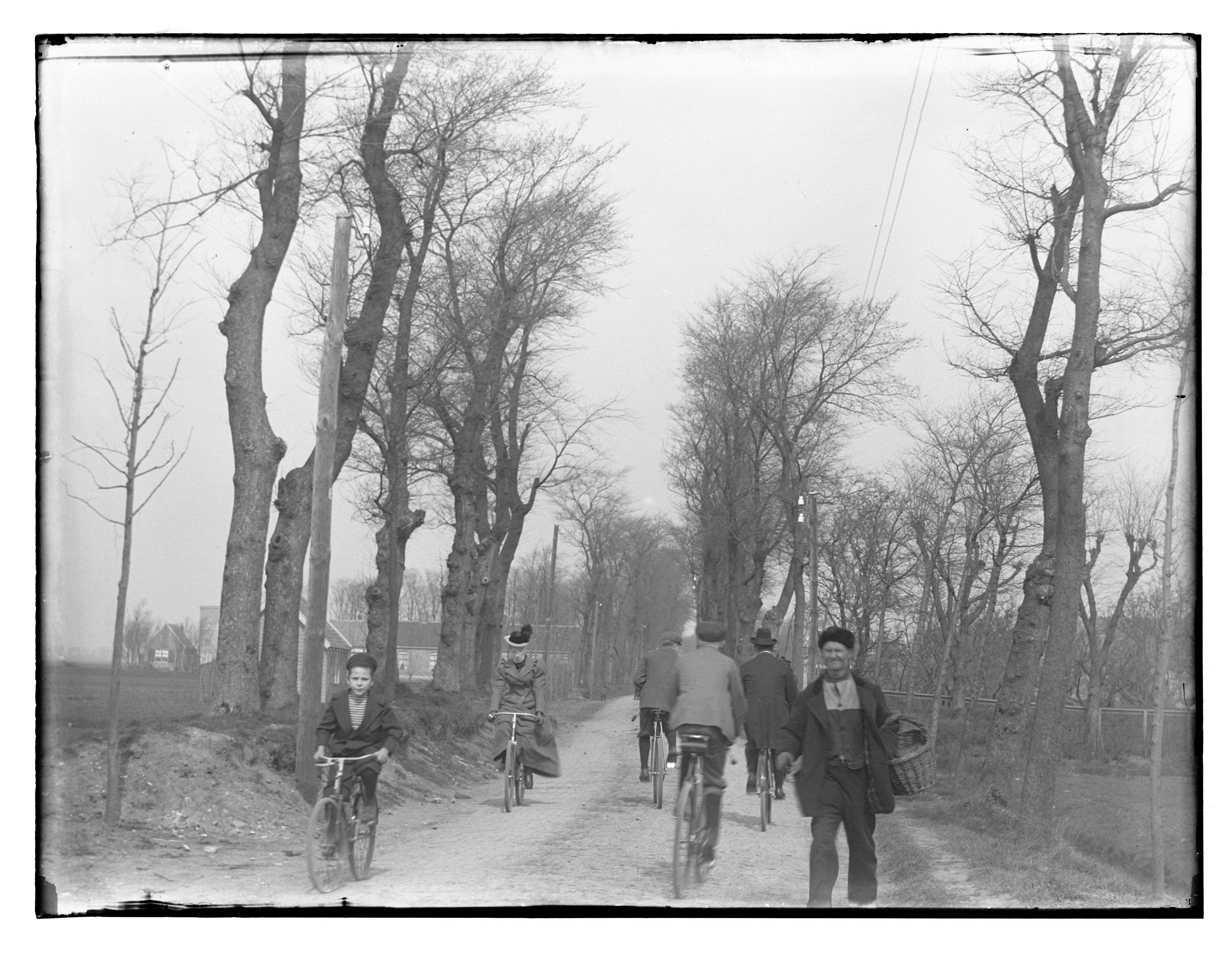
De Amstelveenseweg ter hoogte van de Koenenkade; 1898. Foto: Jacob Olie.
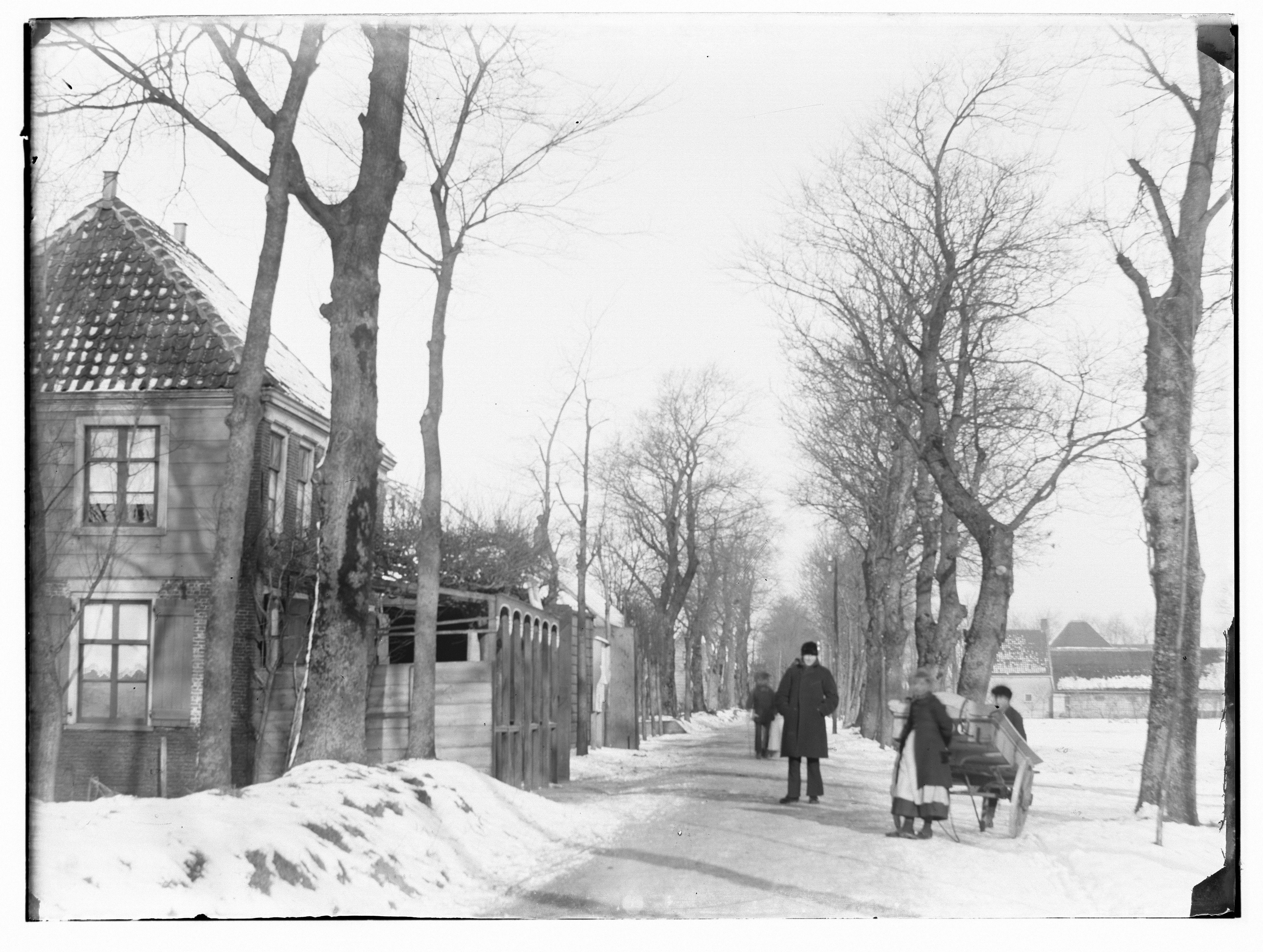
De Amstelveenseweg ter hoogte van de Kalfjeslaan; 1891. Foto: Jacob Olie.